# مسکو (آرکانزاس)
مسکو (به انگلیسی: Moscow) یک منطقهٔ مسکونی در ایالات متحده آمریکا است که در شهرستان جفرسون، آرکانزاس واقع شده‌است. مسکو ۵۹٫۱۳ متر بالاتر از سطح دریا واقع شده‌است.